# Athetis subargentea
Athetis subargentea là một loài bướm đêm trong họ Noctuidae.